# Escuelas Pías de San Fernando
Las Escuelas Pías de San Fernando son un edificio de Madrid, declarado Bien de Interés Cultural en 1996. Se encontraba en la manzana constituida por las calles de Embajadores, Sombrerete, Tribulete y Mesón de Paredes, donde hoy pueden verse sus restos. El centro educativo de los Padres Escolapios se encuentra ubicado actualmente en Pozuelo de Alarcón.

## Fundación
El Colegio y la Iglesia de las Escuelas Pías de San Fernando tiene sus inicios en el primitivo Colegio de San Fernando, más conocido en el barrio por Colegio de Lavapiés. Fue fundado en 1729 por el padre Juan García de la Concepción, capellán de la ermita del Pilar, en un solar de la calle Mesón de Paredes, junto a dicha ermita.
Posteriormente, debido al gran número de niños, generalmente sin posibles, que recibían educación en esa humilde instalación y a los éxitos que cosechaba en su labor docente, el párroco de San Justo, a quien pertenecía la ermita, hizo la cesión definitiva de la ermita a la Orden de los Padres Escolapios, en 1735. El colegio pasó a llamarse Colegio de Nuestra Señora de la Portería, debido a una imagen de la Inmaculada Concepción de la Virgen María, cedida para culto de los alumnos.
En 1737 se compraron tres casitas adyacentes para que, junto al espacio que ya tenían, se levantara un nuevo colegio más amplio. Las obras las inició el padre Tomás Plana de San José, se paralizaron hasta 1740 y, finalmente, se terminaron en 1761 por el padre Tomás Calle.
En esta época el centro ya contaba con 2336 alumnos.

## Ampliación
Gracias a numerosos donativos entre los que cabe destacar los de los reyes Carlos III y Carlos IV, se levantó la Iglesia entre 1763 y 1791 por el hermano Gabriel Escribano, sobre la base de una planta compuesta por una nave cuadrangular adosada a una rotonda, que se coronaría con una suntuosa cúpula. Dicha rotonda estuvo decorada con ocho columnas istriadas de capiteles compuestos y tuvo por acceso un enorme arco de medio punto decorado con el escudo de las Escuelas Pías, obra de Alfonso Vergaz.

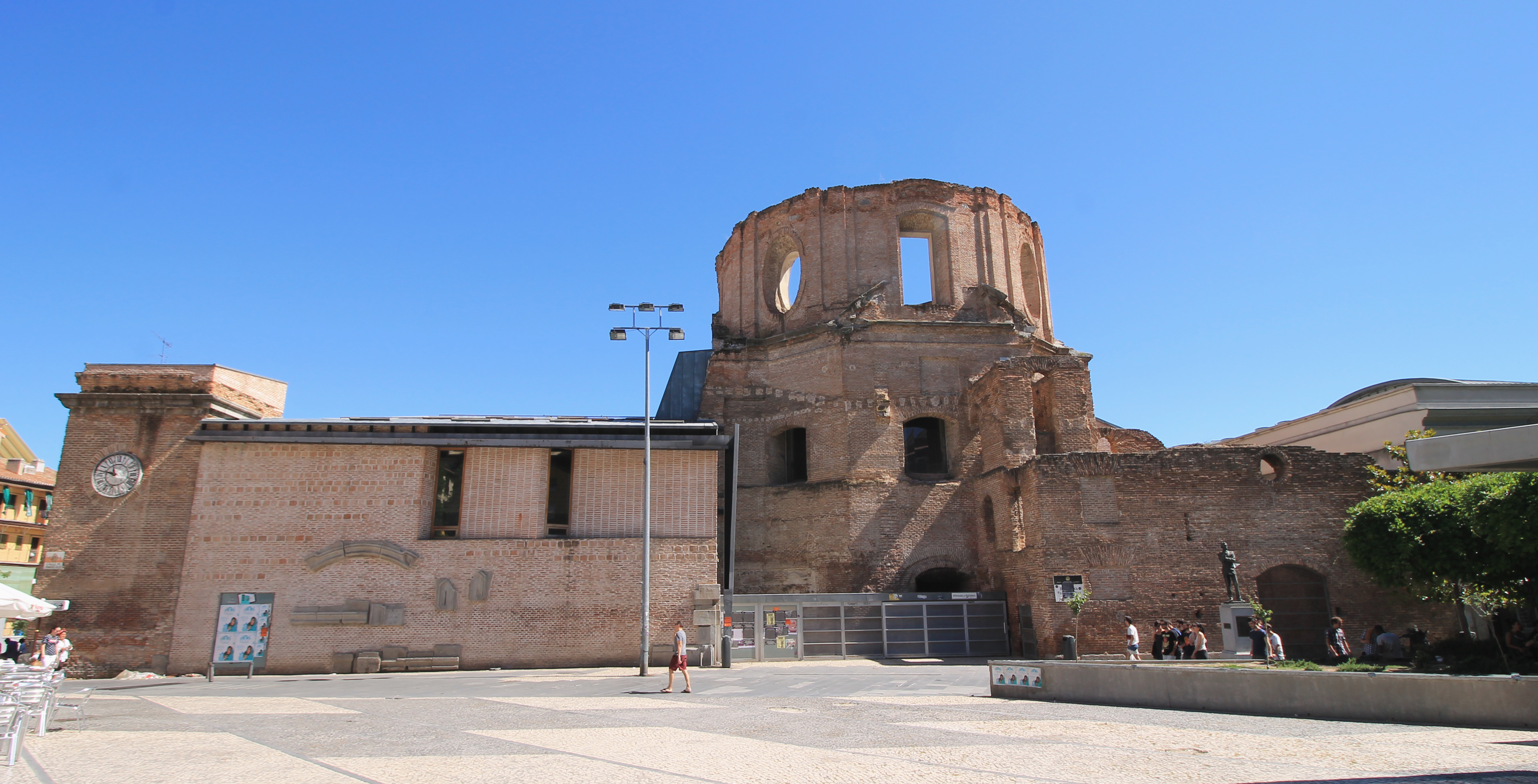
Fachada noroeste de las Escuelas Pías de San Fernando.

El cambio de nombre a Colegio de San Fernando fue fruto del azar, ya que si bien los Padres Escolapios querían el nombre de Nuestra Señora del Pilar, por sus inicios junto a la antigua ermita de dicho nombre, le consultaron a Carlos III. Carlos III encargó a su pintor de cámara un cuadro con la Virgen del Pilar y a sus pies a San Fernando de Castilla, a San Carlos Borromeo y a San Luis de Francia (patronos de la familia real) y se acudió a la suerte, recayendo esta en San Fernando.
Es de destacar que ya en 1795 funcionaba en el colegio la primera escuela de sordomudos de España.
Con la invasión francesa en 1808 fue suprimida la comunidad religiosa y despojada la biblioteca de libros y colecciones de numismática y paleografía, hasta que en 1814 el padre Losada reconstruye la comunidad. Los años posteriores tampoco fueron mucho mejores debido a la convulsa situación que atravesaba España. En 1838 había unos 1660 alumnos, la mayor parte de ellos de las clases más pobres, a los cuales se les proporcionaba enseñanza de forma gratuita. El reloj de la torre, que aún puede apreciarse, fue instalado por orden del padre Cayetano Bellón. La biblioteca llegó a contar con más de 17.000 volúmenes.
Según Ramón de Mesonero Romanos:

Algo más abajo, en la misma calle, o más bien en una plazuela que se forma delante de él, está el Colegio de San Fernando, a cargo de los padres Escolapios, fundado en 1729, y colocado bajo la protección de la villa de Madrid en 1734, en el cual reciben la instrucción primaria gratuitamente unos 2.000 niños, y además se admiten alumnos internos, que pagan una pensión diaria, y para los cuales hay cátedras de Gramática, Latinidad, Historia, Geografía, Matemáticas, etc. -El templo propio de esta casa es uno de los más bellos de Madrid, por su planta, que consiste en una amplia rotonda precedida de un espacio cuadrangular, que hace veces de nave, y cubierta por una hermosa cúpula, que sobresale notablemente entre todas las de Madrid. Fue construido por el hermano Miguel Escribano, y terminado en 1791, y la bella colección de esculturas que decoran sus altares, obras todas de los artistas modernos, llama justamente la atención de los inteligentes.

## Guerra Civil y posguerra

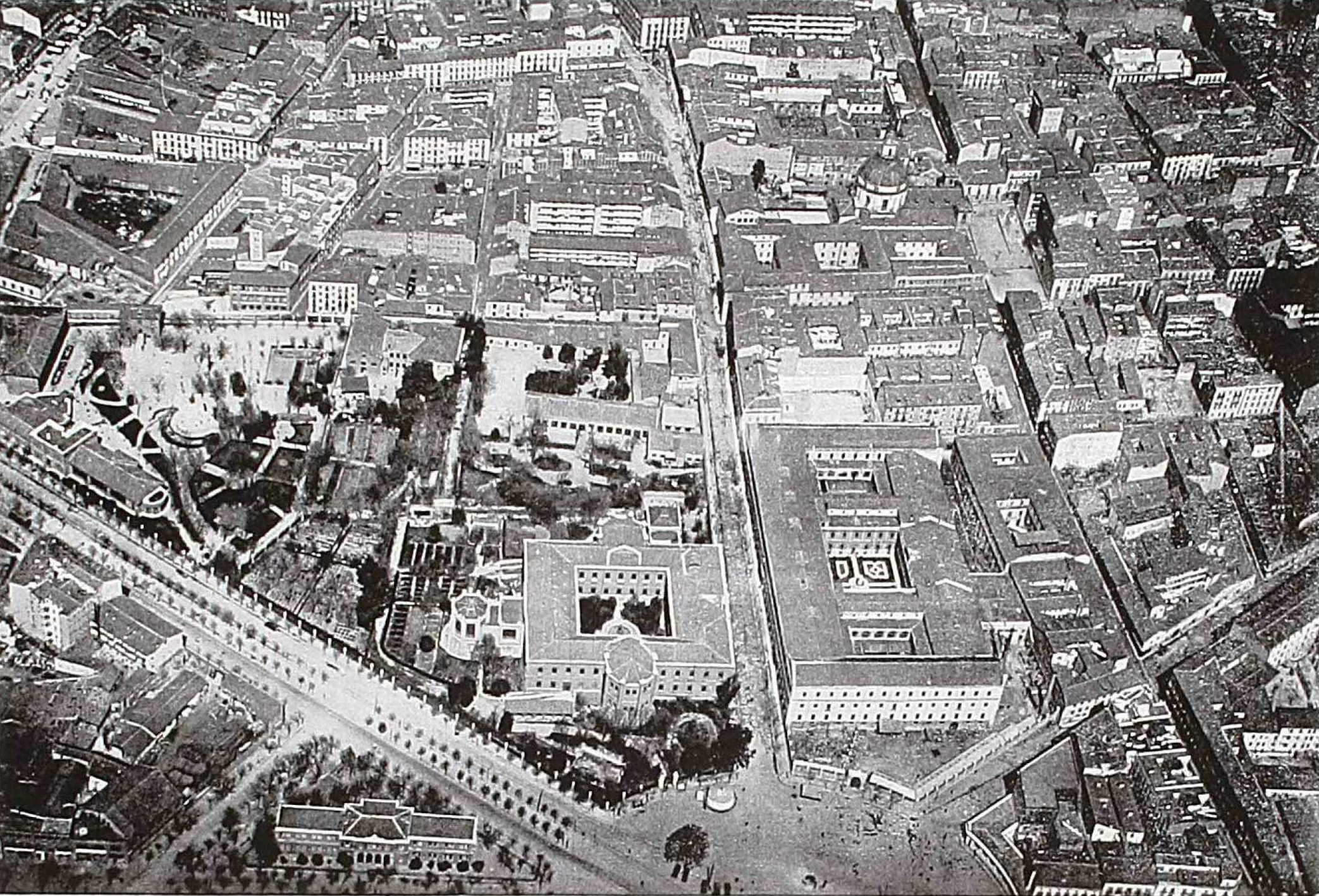
Vista panorámica de la Glorieta de Embajadores y Ronda de Toledo hacia 1929 en la que se puede ver, todavía intacta, la cúpula de la iglesia de las Escuelas Pías de San Fernando. Fotografía realizada por la Aeronáutica Militar.

El edificio fue incendiado el 19 de julio de 1936, un día después de iniciarse la guerra civil española. El exiliado Arturo Barea relata en la novela "La llama" (tercer libro de la trilogía La forja de un rebelde), que el día 19 de julio desde una torre de la iglesia se había abierto fuego contra los transeúntes, hiriendo a cinco y matando a uno, lo que provocó que fuera asaltada e incendiada. Otro autor, Elías Tormo, sostiene que el edificio fue fruto de un saqueo arbitrario por cenetistas, chocando con lo que sucedió a muchas otras iglesias madrileñas, cuyas puertas fueron abiertas por los propios curas a las fuerzas leales a la República y no sufrieron daños. Sea como fuere, la iglesia fue motivo de saqueo e incendio como otros habían sufrido otros templos madrileños desde 1931. Terminada la guerra, no se reconstruyó sino que se mantuvo tal y como quedó tras el incendio hasta el año 2002, en el que se aprovecharon las ruinas para construir una biblioteca y un Centro Asociado de la UNED.
Por su parte, terminada la guerra, volvió la comunidad escolapia que se vio obligada a buscar una nueva ubicación pasando a la calle de Gaztambide, número 44 en el barrio de Argüelles, a una casa-palacio bastante amplia, abriendo las primeras clases tras la guerra el 5 de octubre de 1941. Este colegio permaneció activo hasta la década de 1970 en que se trasladó a las instalaciones de Pozuelo de Alarcón, en una de las zonas más señoriales de Madrid.

## Alumnado ilustre
Entre el alumnado de las escuelas Pías de San Fernando podemos citar entre otros a: Los condes de Villalobos, Casa-Sola y San Clemente; marqueses de Cerralbo, Casa-Arnao, Flores Dávila; militares y políticos como Benigno Cafranga, Rafael Ulecia, Carlos Aris y el general Concha; escritores y literatos como José Baró, Mariano Calvo Hernando, Torio de la Riva, Arturo Barea, Enrique Martín Maqueda y Alfonso Sánchez, crítico de cine; catedráticos y médicos como Sánchez Albornoz, Tomás Hernández Redondo, Ángel Pulido, Mariano Benavente y Enríquez de Salamanca.

## Rehabilitación
Posteriormente hubo un intento de convertir las ruinas en zona ajardinada pero se fueron convirtiendo en refugio de población marginal, para finalmente llevarse a cabo una moderna rehabilitación para biblioteca y Centro Asociado de la UNED. Esta rehabilitación comenzó en septiembre de 2001 y se inauguró el 22 de abril de 2004. Esta rehabilitación oculta a la vista del paseante la parte más bella e interesante de lo que queda de la Iglesia de las Escuelas Pías de San Fernando.
A título anecdótico se podría añadir que en el trascurso de la restauración aparecieron varios nichos con sus ataúdes al tirar una pared. En la actualidad, aunque fueron derribados, aún son visibles las huellas de las bovedillas que los cubrían por la entrada desde la plaza.

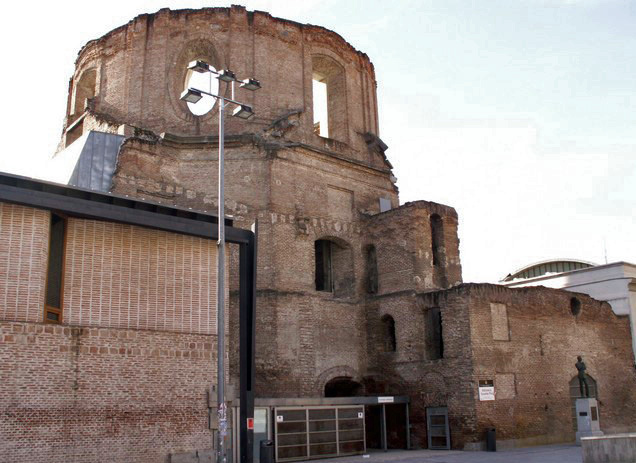
Ruinas de la Iglesia en  c/ Sombrerete
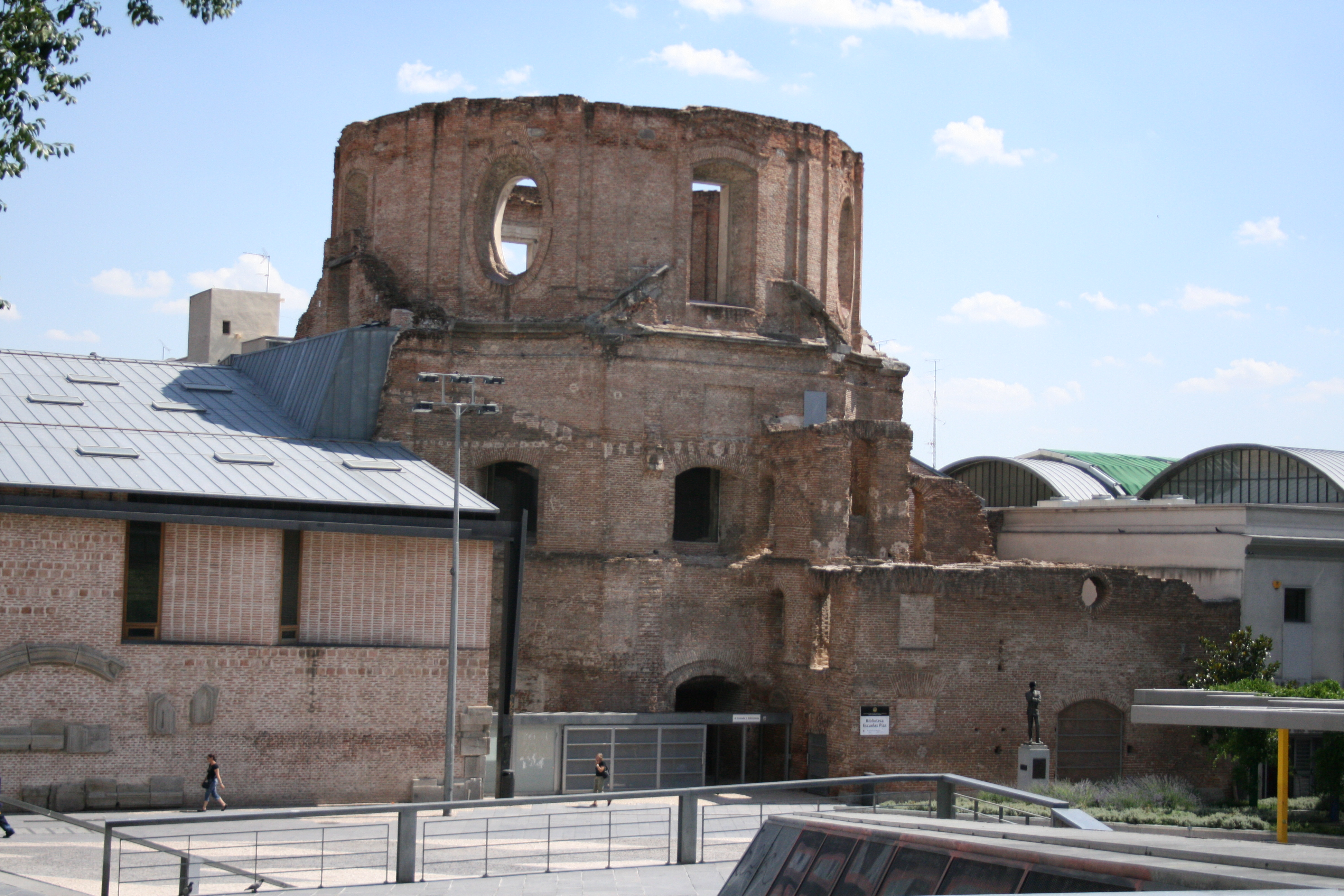
Ruinas de la Iglesia en  c/ Sombrerete
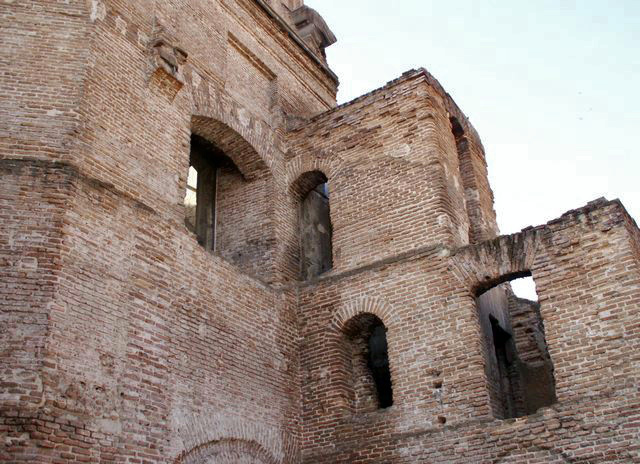
Ruinas de la Iglesia en  c/ Sombrerete
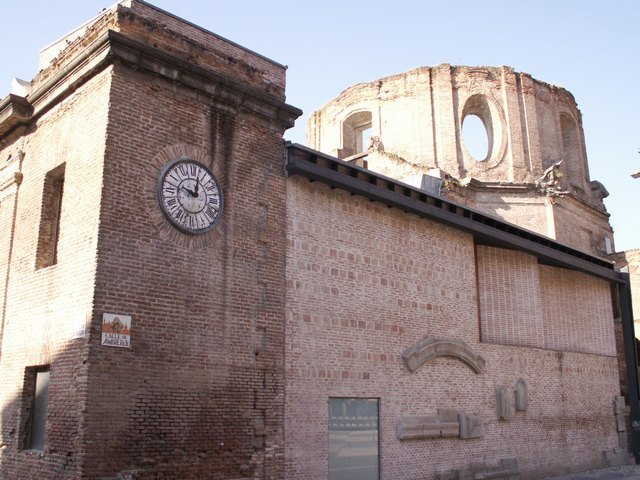
Reloj de la torre
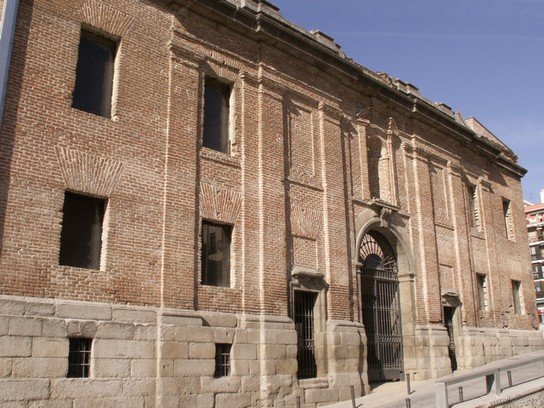
Fachada a c/ Mesón de Paredes